# Oberostendorf
Oberostendorf är en kommun och ort i Landkreis Ostallgäu i Regierungsbezirk Schwaben i förbundslandet Bayern i Tyskland.
Kommunen ingår i kommunalförbundet Westendorf tillsammans med köpingen Kaltental och kommunerna Osterzell, Stöttwang och Westendorf.